# An Education in Rebellion
An Education in Rebellion è il primo album in studio del gruppo musicale statunitense The Union Underground, pubblicato il 18 luglio 2000 dalla Columbia Records.

## Tracce
Testi e musiche di Bryan Scott, eccetto dove indicato.
1. ...An Education in Rebellion – 1:09
2. Drivel – 2:55
3. South Texas Deathride – 3:24 (Bryan Scott, Patrick Kennison)
4. Turn Me On "Mr. Deadman" – 2:39 (Bryan Scott, Patrick Kennison)
5. Until You Crack – 3:28
6. Killing the Fly – 3:44
7. Natural High – 3:26 (Bryan Scott, Patrick Kennison)
8. Revolution Man – 3:40 (Bryan Scott, Patrick Kennison)
9. Trip With Jesus – 3:26
10. Bitter – 3:53
11. The Friend Song – 2:24

## Classifiche
| Classifica (2000) | Posizione massima |
| ----------------- | ----------------- |
| Stati Uniti       | 130               |